# Конфлікт Моро
Не варто плутати з війнами Моро проти іспанців (1565—1898) та повстанням Моро (1899—1913)
Конфлікт Моро (англ. Moro conflict) — повстанський рух народу Моро, мусульман, які жили на півдні Філіппін, на територіях, які включають Мінданао, Холо та сусідній архіпелаг Сулу, в якому брали участь кілька збройних груп з різною політичною платформою та урядовими силами Філіппін. Протистояння відбувалося понад півсторіччя, з 1968 до 2019 року. Мирні угоди були підписані між філіппінським урядом і двома великими збройними угрупованнями повстанців, Національно-визвольним фронтом моро (MNLF) і Ісламським визвольним фронтом моро (MILF), за лідерства жінок-переговорниць. Водночас інші менші збройні групи руху опору продовжують існувати. У 2017 році мирна рада врегулювала близько 138 кланових конфліктів.
Основна причина конфлікту моро пов'язана з довгою історією опору народу Бангсаморо проти іноземного правління, включаючи американську анексію Філіппін у 1898 році; опір моро проти філіппінського уряду зберігся до цього часу. Під час правління філіппінського диктатора Фердинанда Маркоса політична напруженість переросла у відкриті бойові дії між філіппінським урядом і мусульманськими повстанськими групами моро. Повстання Моро було спровоковано різаниною в Джабіді 18 березня 1968 року, під час якої було вбито до 60 філіппінських мусульманських спецназівців, які брали участь у запланованій операції з повернення східної частини малайзійського штату Сабах. У відповідь на невдалу спробу філіппінського уряду повернути Сабах уряд Малайзії підтримував і фінансував конфлікт Моро, який спустошив південні Філіппіни, доки підтримка не припинилася у 2001 році.
Майже негайно у відповідь на свавілля уряду були сформовані різноманітні організації, які наполягали на самоуправлінні моро через автономію чи незалежність. Але вони, як правило, не проіснували довго, доки професор Філіппінського університету Нур Місуарі не заснував Національно-визвольний фронт моро (MNLF), озброєне повстанське угруповання, яке в 1972 році не взяло на себе зобов'язання створити незалежний Мінданао. У наступні роки MNLF розпався на кілька різних груп, включаючи Ісламський визвольний фронт моро (MILF), який прагнув створити ісламську державу на Філіппінах. Коли наприкінці 2008 року MILF змінила свої вимоги з незалежності на автономію, фракція на чолі з Амеріл Умбра Като не погодилася з цим, зрештою утворивши у 2010 році рух «Борців за ісламську свободу Бангсаморо» (BIFF).
Достеменних статистичних даних щодо жертв конфлікту немає, хоча за консервативними оцінками Програма даних про конфлікти в Уппсалі щонайменше 6015 людей було вбито в збройному конфлікті між 1989 та 2012 між урядом Філіппін і фракціями Абу Сайяф (ASG), BIFF, MILF і MNLF.